# فريدي ماغيري
فريدي ماغيري (بالإنجليزية: Freddie Maguire)‏ هو لاعب كرة قاعدة أمريكي، ولد في 10 مايو 1899 في Roxbury, Boston ‏ في الولايات المتحدة، وتوفي في 3 نوفمبر 1961 في بوسطن في الولايات المتحدة.

## وصلات خارجية
- فريدي ماغيري على موقعبيزبول رفرنس.كوم (الدوري الرئيسي) (الإنجليزية)